# Noćurak
Noćurak (lat. Mirabilis) je biljni rod iz porodice noćurkovki iz tropske i suptropske Amerike, uključujući Karibe. Jedna vrsta raste na Himalaji.
Pripada mu preko 60 vrsta jednogodišnjeg rasllinja i lukovičastih trajnica. U Hrvatskoj raste samo jalapski noćurak ili čudesni noćurak (Mirabilis jalapa).

## Vrste
1. Mirabilis acuta (Reiche) Heimerl
2. Mirabilis aggregata (Ortega) Cav.
3. Mirabilis albida (Walter) Heimerl
4. Mirabilis alipes (S.Watson) Pilz
5. Mirabilis austrotexana B.L.Turner
6. Mirabilis bracteosa (Griseb.) Heimerl
7. Mirabilis campanulata Heimerl
8. Mirabilis coccinea (Torr.) Benth. & Hook.f.
9. Mirabilis comata (Small) Standl.
10. Mirabilis cordifolia (Kunze ex Choisy) Heimerl
11. Mirabilis decipiens (Standl.) Standl.
12. Mirabilis donahooana Le Duc
13. Mirabilis elegans (Choisy) Heimerl
14. Mirabilis expansa (Ruiz & Pav.) Standl.
15. Mirabilis exserta Brandegee
16. Mirabilis gigantea (Standl.) Shinners
17. Mirabilis glabra (S.Watson) Standl.
18. Mirabilis glabrifolia (Ortega) I.M.Johnst.
19. Mirabilis glutinosa Kuntze
20. Mirabilis gracilis (Standl.) Le Duc
21. Mirabilis grandiflora (Standl.) Standl.
22. Mirabilis greenei S.Watson
23. Mirabilis himalaica (Edgew.) Heimerl
24. Mirabilis hintoniorum Le Duc
25. Mirabilis hirsuta (Pursh) MacMill.
26. Mirabilis intercedens Heimerl
27. Mirabilis jalapa L.
28. Mirabilis laevis (Benth.) Curran
29. Mirabilis latifolia (A.Gray) Diggs, Lipscomb & O´Kennon
30. Mirabilis linearis (Pursh) Heimerl
31. Mirabilis longiflora L.
32. Mirabilis longipes (Standl.) Standl.
33. Mirabilis macfarlanei Constance & Rollins
34. Mirabilis melanotricha (Standl.) Spellenb.
35. Mirabilis muelleri Standl.
36. Mirabilis multiflora (Torr.) A.Gray
37. Mirabilis nesomii B.L.Turner
38. Mirabilis nyctaginea (Michx.) MacMill.
39. Mirabilis oaxacae Heimerl
40. Mirabilis oligantha (Standl.) J.F.Macbr.
41. Mirabilis ovata (Ruiz & Pav.) F.Meigen
42. Mirabilis oxybaphoides (A.Gray) A.Gray
43. Mirabilis polonii Le Duc
44. Mirabilis pringlei Weath.
45. Mirabilis prostrata (Ruiz & Pav.) Heimerl
46. Mirabilis pudica Barneby
47. Mirabilis pulchella Standl. & Steyerm.
48. Mirabilis pumila (Standl.) Standl.
49. Mirabilis rotundifolia (Greene) Standl.
50. Mirabilis russellii Le Duc
51. Mirabilis sanguinea Heimerl
52. Mirabilis suffruticosa (Standl.) Standl.
53. Mirabilis tenuiloba S.Watson
54. Mirabilis texensis (J.M.Coult.) B.L.Turner
55. Mirabilis triflora Benth.
56. Mirabilis trollii Heimerl
57. Mirabilis urbani Heimerl
58. Mirabilis violacea (L.) Heimerl
59. Mirabilis viscosa Cav.
60. Mirabilis watsoniana Heimerl
61. Mirabilis weberbaueri Heimerl